# Grassetto da lavagna

Esempio di scritta in grassetto da lavagna.

Il grassetto da lavagna (noto anche con la forma inglese blackboard bold) è una famiglia di tipi di carattere usata comunemente per scrivere le lettere in stampatello maiuscolo in alcune notazioni matematiche (tipicamente per indicare alcuni insiemi numerici particolari). La caratteristica delle lettere in grassetto da lavagna è quello di avere alcune aste raddoppiate, tipicamente quelle verticali o oblique.

## Storia
Il grassetto da lavagna nasce dalla tecnica usata per evidenziare in grassetto le lettere quando si scrive su una lavagna con il gessetto, raddoppiando le aste delle lettere o scrivendo con il gesso di traverso piuttosto che con l'estremità. Nella tipografia a macchina da scrivere l'effetto di grassetto era invece tipicamente ottenuto ribattendo due volte ogni lettera con un leggero offset tra le due battiture. Questo metodo per ottenere manualmente un effetto tipografico è stato poi riassorbito dalla stessa tipografia come nuovo stile dei caratteri, probabilmente a partire dalla pubblicazione del testo di analisi complessa di Gunning e Rossi (1965). L'origine dell'attribuzione è talvolta attribuita a Nicolas Bourbaki ma, mentre i componenti del collettivo usavano o sostenevano la notazione nelle proprie pubblicazioni personali, i libri a nome di Bourbaki usavano solitamente il normale grassetto.
Alcuni matematici non riconoscono distinzione fra il grassetto da lavagna e il comune grassetto, considerando il primo solo un metodo per raffigurare manualmente il grassetto alla lavagna, e impiegano solo il secondo nella produzione scritta. In merito, la 14ª edizione (1993) del Chicago Manual of Style consiglia di "confinare l'uso del grassetto da lavagna all'aula", mentre l'edizione successiva (2003) indica che "i simboli open-faced sono riservati per i sistemi numerici familiari".

## Codifica
Nel software tipografico TeX, standard de facto per la composizione tipografica di testi scientifici, il grassetto da lavagna viene tipicamente ottenuto impiegando il comando \mathbb{} fornito dal package amsfonts, che include i font della American Mathematical Society. Ad esempio il codice \mathbb{N} produce {\displaystyle \mathbb {N} }.
In Unicode, nel Basic Multilingual Plane (BMP) sono codificate nell'area Letterlike Symbols (2100–214F) le lettere maiuscole in grassetto da lavagna di impiego più comune (C, H, N, P, Q, R e Z), indicate come DOUBLE-STRUCK CAPITAL C ecc. I restanti caratteri sono codificati in grassetto da lavagna fuori dal BMP: le maiuscole (eccetto quelle già presenti nel BMP) tra U+1D538 e U+1D550, le minuscole tra U+1D552 e U+1D56B e le cifre numeriche tra U+1D7D8 e U+1D7E1.
La seguente tabella riporta i caratteri Unicode in grassetto da lavagna, confrontati con il tipico rendering in LaTeX e indica l'interpretazione matematica, che in questo stile è quasi univoca e universale.
In aggiunta, la lettera greca mi in grassetto da lavagna (non presente nella codifica Unicode) viene usata a volte per indicare il gruppo delle radici dell'unità.
| \LaTeX                       | Unicode (esadecimale) | Carattere | Significato matematico |
| ---------------------------- | --------------------- | --------- | --- |
| {\displaystyle \mathbb {A} } | U+1D538               | 𝔸         | Indica uno spazio affine o l'anello degli adeli. Talvolta indica i numeri algebrici o gli interi algebrici. |
|                              | U+1D552               | 𝕒         | |
| {\displaystyle \mathbb {B} } | U+1D539               | 𝔹         | A volte rappresenta una palla (ball in inglese), un dominio booleano o il gruppo di Brauer di un campo. |
|                              | U+1D553               | 𝕓         | |
| {\displaystyle \mathbb {C} } | U+2102                | ℂ         | Rappresenta l'insieme dei numeri complessi. |
|                              | U+1D554               | 𝕔         | |
| {\displaystyle \mathbb {D} } | U+1D53B               | 𝔻         | Rappresenta il disco aperto unitario nel piano complesso, o le frazioni decimali. |
|                              | U+1D555               | 𝕕         | |
| {\displaystyle D\!\!\!\!D}   | U+2145                | ⅅ         | |
| {\displaystyle d\!\!\!\!d}   | U+2146                | ⅆ         | Può indicare il simbolo di differenziale. |
| {\displaystyle \mathbb {E} } | U+1D53C               | 𝔼         | Indica il valore atteso (expected value) di una variabile aleatoria, uno spazio euclideo, o un campo in una catena di campi. |
|                              | U+1D556               | 𝕖         | |
| {\displaystyle e\!\!e}       | U+2147                | ⅇ         | Usato talvolta per indicare la costante e. |
| {\displaystyle \mathbb {F} } | U+1D53D               | 𝔽         | Rappresenta un campo (in inglese field). Può anche rappresentare una superficie di Hirzebruch o un gruppo libero (con un indice che indica il numero di generatori).                                                                       |
|                              | U+1D557               | 𝕗         | |
| {\displaystyle \mathbb {G} } | U+1D53E               | 𝔾         | Può indicare un gruppo o una grassmanniana. |
|                              | U+1D558               | 𝕘         | |
| {\displaystyle \mathbb {H} } | U+210D                | ℍ         | Indica il corpo dei quaternioni (la H sta per Hamilton), o il semipiano superiore del piano complesso, lo spazio iperbolico (hyperbolic space), una iperomologia (hyperhomology) o l'insieme delle funzioni olomorfe                       |
|                              | U+1D559               | 𝕙         | |
| {\displaystyle \mathbb {I} } | U+1D540               | 𝕀         | Può indicare la funzione identità di una struttura algebrica, o l'insieme dei numeri immaginari (i multipli dell'unità immaginaria). |
|                              | U+1D55A               | 𝕚         | |
| {\displaystyle i\!i}         | U+2148                | ⅈ         | Usato occasionalmente per indicare l'unità immaginaria. |
| {\displaystyle \mathbb {J} } | U+1D541               | 𝕁         | Usato a volte per indicare l'insieme dei numeri irrazionali. |
|                              | U+1D541               | 𝕛         | |
| {\displaystyle j\!\!j}       | U+2149                | ⅉ         | |
| {\displaystyle \mathbb {K} } | U+1D542               | 𝕂         | Indica tipicamente un campo (in tedesco Körper, letteralmente "corpo"), in particolare un campo scalare. Può anche indicare uno spazio compatto.                                                                                           |
|                              | U+1D55C               | 𝕜         | |
| {\displaystyle \mathbb {L} } | U+1D543               | 𝕃         | Usato talvolta per indicare la classe di complessità logaritmica deterministca. |
|                              | U+1D55D               | 𝕝         | |
| {\displaystyle \mathbb {M} } | U+1D544               | 𝕄         | Rappresenta il gruppo mostro, o l'insieme di tutte le matrici di una certa dimensione (es. 𝕄(m, n)). |
|                              | U+1D55E               | 𝕞         | |
| {\displaystyle \mathbb {N} } | U+2115                | ℕ         | Rappresenta i numeri naturali. |
|                              | U+1D55F               | 𝕟         | |
| {\displaystyle \mathbb {O} } | U+1D546               | 𝕆         | Rappresenta gli ottetti. |
|                              | U+1D560               | 𝕠         | |
| {\displaystyle \mathbb {P} } | U+2119                | ℙ         | Rappresenta lo spazio proiettivo, la probabilità di un evento, l'insieme dei numeri primi, un insieme potenza, i numeri reali positivi, i numeri irrazionali, il forcing di un ordine parziale (poset, che sta per partially ordered set). |
|                              | U+1D561               | 𝕡         | |
| {\displaystyle \mathbb {Q} } | U+211A                | ℚ         | Indica l'insieme dei numeri razionali (la Q sta per quoziente). |
|                              | U+1D562               | 𝕢         | |
| {\displaystyle \mathbb {R} } | U+211D                | ℝ         | Indica i numeri reali. |
|                              | U+1D563               | 𝕣         | |
| {\displaystyle \mathbb {S} } | U+1D54A               | 𝕊         | Indica i sedenioni, o la sfera. |
|                              | U+1D564               | 𝕤         | |
| {\displaystyle \mathbb {T} } | U+1D54B               | 𝕋         | Indica un toro, un gruppo circolare, un'algebra di Hecke (Hecke indicava il suo operatore con Tn o 𝕋𝕟), un semianello in geometria tropicale o uno spazio di twistor.                                                                      |
|                              | U+1D565               | 𝕥         | |
| {\displaystyle \mathbb {U} } | U+1D54C               | 𝕌         | |
|                              | U+1D566               | 𝕦         | |
| {\displaystyle \mathbb {V} } | U+1D54D               | 𝕍         | Indica tipicamente uno spazio vettoriale. |
|                              | U+1D567               | 𝕧         | |
| {\displaystyle \mathbb {W} } | U+1D54E               | 𝕎         | Indica i numeri interi non negativi (non-negative whole numbers), indicati anche con ℕ0. |
|                              | U+1D568               | 𝕨         | |
| {\displaystyle \mathbb {X} } | U+1D54F               | 𝕏         | Usato a volte per indicare un arbitrario spazio metrico. |
|                              | U+1D569               | 𝕩         | |
| {\displaystyle \mathbb {Y} } | U+1D550               | 𝕐         | |
|                              | U+1D56A               | 𝕪         | |
| {\displaystyle \mathbb {Z} } | U+2124                | ℤ         | Rappresenta l'insieme dei numeri interi (dal tedesco Zahlen, che significa "numeri"). |
|                              | U+1D56B               | 𝕫         | |
|                              |                       |           | |
|                              | U+213E                | ℾ         | |
|                              | U+213D                | ℽ         | |
|                              | U+213F                | ℿ         | |
|                              | U+213C                | ℼ         | |
|                              | U+2140                | ⅀         | |
|                              |                       |           | |
|                              | U+1D7D8               | 𝟘         | |
|                              | U+1D7D9               | 𝟙         | Usato per denotare la funzione indicatrice, la matrice identità o il massimale di un insieme con ordinamento parziale. |
|                              | U+1D7DA               | 𝟚         | |
|                              | U+1D7DB               | 𝟛         | |
|                              | U+1D7DC               | 𝟜         | |
|                              | U+1D7DD               | 𝟝         | |
|                              | U+1D7DE               | 𝟞         | |
|                              | U+1D7DF               | 𝟟         | |
|                              | U+1D7E0               | 𝟠         | |
|                              | U+1D7E1               | 𝟡         | |